# Kongo (kraton)
Kraton Kongo je pradávná pevninská masa, existující v době prekambria před řádově několika miliardami let. Spolu s dalšími čtyřmi kratony (jádry dávných kontinentů) tvoří podklad kontinentu Afriky. Pětice kratonů vznikla v době před 3,6 až 2,2 miliardy let a od té doby je relativně tektonicky stabilní. V současnosti se tento kraton rozkládá zejména pod zeměmi střední a jihozápadní Afriky, nejstarší horniny najdeme v Tanzanii.

Kratony Západní Gondwany